# واين مارتن
واين مارتن (بالإنجليزية: Wayne Martin)‏ (16 ديسمبر 1965 في المملكة المتحدة - ) هو لاعب كرة قدم بريطاني في مركز الدفاع. لعب مع كريستال بالاس وArcadia Shepherds F.C. ‏.